# Оспедалето Лодиђано
Оспедалето Лодиђано (итал. Ospedaletto Lodigiano) је насеље у Италији у округу Лоди, региону Ломбардија.
Према процени из 2011. у насељу је живело 1808 становника. Насеље се налази на надморској висини од 63 м.

## Становништво
Према резултатима пописа становништва 2011. у општини је живело 1.853 становника.
| 1931. | 1936. | 1951. | 1961. | 1971. | 1981. | 1991. | 2001. | 2011. |
| ----- | ----- | ----- | ----- | ----- | ----- | ----- | ----- | ----- |
| 1.401 | 1.477 | 1.642 | 1.475 | 1.406 | 1.426 | 1.428 | 1.582 | 1.853 |